# Bollingen
Bollingen (toponimo tedesco) è un quartiere della città svizzera di Rapperswil-Jona, nel Canton San Gallo (distretto di See-Gaster).

## Geografia fisica
Bollingen, che fin dal Medioevo si articola nei due nuclei di Unterbollingen e Oberbollingen, si trova sulla sponda nordorientale del lago di Zurigo.

## Storia

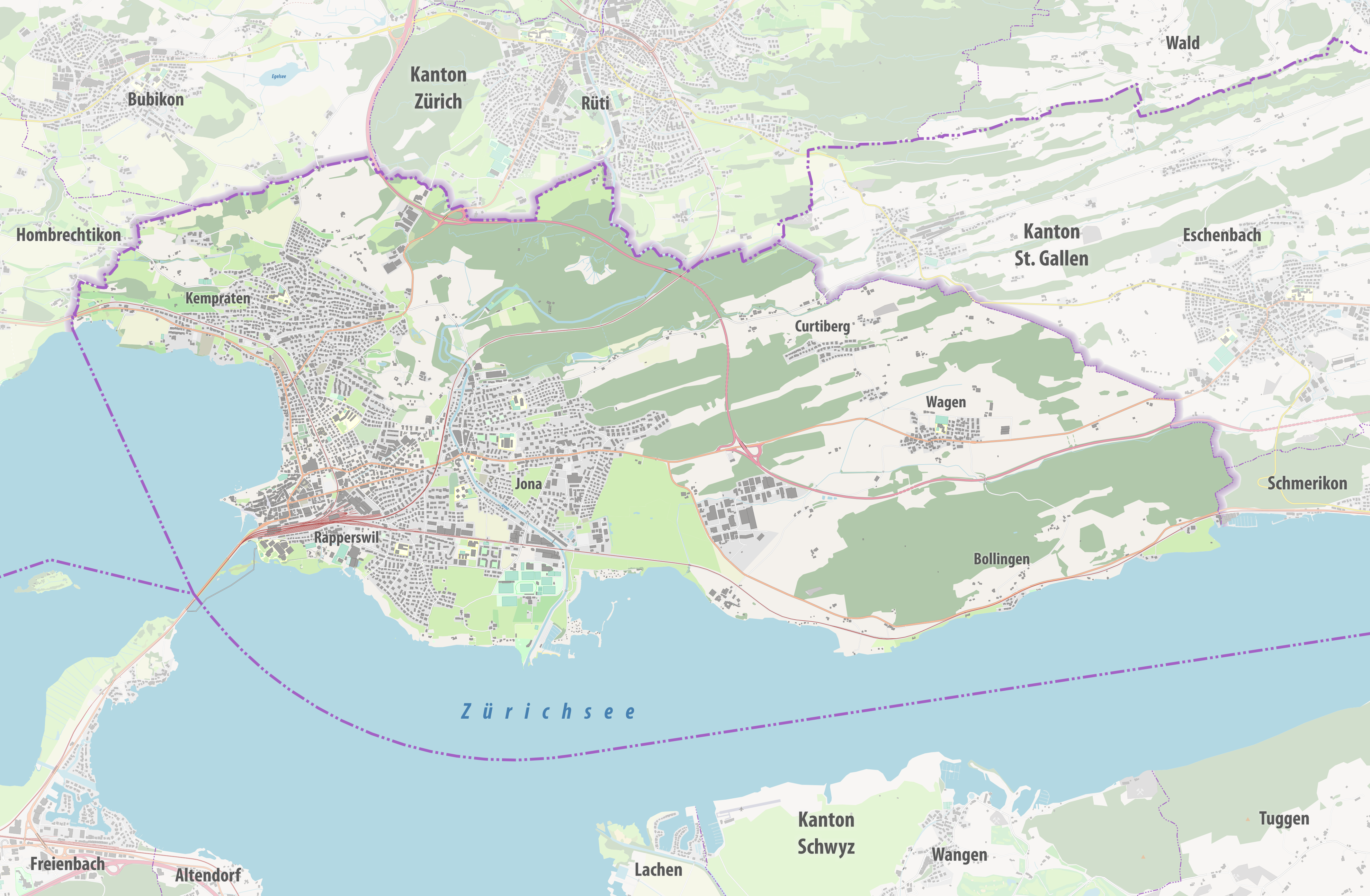
Il territorio di Rapperswil-Jona: Bollingen si trova nella parte sudorientale del comune

Fino al 2006 ha fatto parte del comune di Jona, il quale nel 2007 è stato accorpato all'altro comune soppresso di Rapperswil per formare il nuovo comune di Rapperswil-Jona.

## Monumenti e luoghi d'interesse
- Cappella cattolica di San Meinrado a Oberbollingen (già di San Nicola), attestata dal 1229[1];
- Chiesa parrocchiale cattolica di San Pancrazio a Unterbollingen, eretta nel 1519[1];
- Torre di Bollingen, residenza di Carl Gustav Jung[3].

## Infrastrutture e trasporti
Bollingen è servito dall'uscita di Jona sull'autostrada A15 ed è attraversato dalla strada principale 17; la stazione ferroviaria di Bollingen è dismessa dal 2004.